# Watkins-Gletscher
Der Watkins-Gletscher ist ein rund 23 km langer und bis zu 3 km breiter Gletscher an der Black- und an der Lassiter-Küste des Palmerlands auf der Antarktischen Halbinsel. Er fließt von der Wegener Range in nördlicher Richtung zum Mason Inlet, das er südlich des Fogg Highland und westlich des Clowes-Gletschers sowie der Kemp-Halbinsel erreicht.
Das UK Antarctic Place-Names Committee benannte ihn 2020 nach Jonathan L. Watkins (* 1955), Meeresbiologe des British Antarctic Survey von 1981 bis 2016, der als Experte für den Antarktischen Krill an Forschungsfahrten unter anderem nach Südgeorgien und in die Scotiasee teilgenommen hatte.